# Kanton Courbevoie-Nord
Kanton Courbevoie-Nord (fr. Canton de Courbevoie-Nord) je francouzský kanton v departementu Hauts-de-Seine v regionu Île-de-France. Tvoří ho severní část města Courbevoie.